# Костюковицький район
Костюковицький район (біл. Касцюковіцкі раён) — адміністративна одиниця Білорусі, Могильовська область.

## Географія
Костюковицький район розташований на сході Могильовської області і межує з Хотимським, Климовицьким, Краснопольським районами Могильовської області, з Суразьким, Гордєєвським, Красногорським районами Брянської області РФ. Площа 1,5 тис.кв.км. Населення (на 1.1.2007) становить 26,8 тис. осіб; міського — 15,3 тис. осіб, сільського — 11,5 тис.осіб. Основне населення — білоруси (89,4 %), живуть також росіяни (8,3 %), українці (1,6 %) та ін (0,7 %). Центр — м. Костюковичі. У районі 123 сільських населених пункти, 7 сільрад: Бєлодубровська, Белинковицька, Бороньковська, Демідовицька, Забичанська, Пролетарська, Селецька. По території району проходять залізниця Орша-Унеча, автодороги на Климовичі, Краснопілля, Хотимськ, Чериков, Сураж; відгалуження нафтопроводу «Дружба» Унеча-Полоцьк. Район постраждав від катастрофи на Чорнобильській АЕС, відселені 40 населених пунктів.
Територія району розташована на південно-сході Оршансько-Могильовської рівнини. Поверхня хвиляста. Переважають вис. 160—180 м, найвища точка 190,6 м (на північ від села Пролетарське). Корисні копалини: цементна сировина (крейда і мергель; Комунарське родовище мергелю), цегляна сировина, будівельні піски, гравій, торф. На території району протікає річка Беседь з притоками Крупня, Суров, Жадунька, Деражня, Зубар. Є озера: Святе, Ціменське, Нівонське, Стаюче. Ґрунти сільськогосподарських угідь дерново-підзолисті, дернові та дерново-карбонатні заболочені, торф'яно-болотні та ін. Під лісами (соснові, березові, ялинові, дубові) 43 % території району; під болотами — 1 %. Сільськогосподарські угіддя займають 45 % території району.
Пам'ятки природи району — криниці в селах Студенець і Тупічино, парк в селі Теханичі. На території району є два заказники місцевого значення: ландшафтно-мисливський та гідрологічний; два поселення борсука, занесеного до Червоної книги і два поселення чорного лелеки.

## Історія
Минуле Костюковицького району має багатовікову історію. Вперше про Костюковичі згадується в літописах з 1508 року як про один із стародавніх слов'янських поселень племені радимичів. Місцевість, яку в наш час[коли?] займає Костюковицький район, входила до складу Київської Русі. Містечко Костюковичі вже в 16 столітті було торговим центром. Після поділу Речі Посполитої у 1772 році Костюковщина увійшла до складу Російської держави.
У середині 19 століття в містечку Костюковичі Климовицького повіту проживало 1650 чоловік, було 310 дворів, православна церква, синагога, повітове трикласне парафіяльне училище. Були розвинені ремісничі промисли: гончарство, бондарство, столярство.
У роки довоєнних п'ятирічок в Костюковичах почала розвиватися промисловість — переробка місцевої сировини. У 30-х роках були побудовані корпуси промислового комбінату, льонозаводу, цегельного заводу, почала працювати швейна артіль «Прогрес».
Костюковицький район утворений 17 липня 1924 року. У 1924 році місто Костюковичі став адміністративним центром району. У 1938 році Костюковичі отримали статус міста.
У 1940 році в районі працювали 4 МТС, 21 поштово-телеграфна станція, 11 ощадкас, готель, 117 торгових точок, у тому числі 98 магазинів, 8 підприємств громадського харчування, 100 загальноосвітніх шкіл, в яких навчалося близько 15 тисяч учнів, 57 клубних установ, 25 хат-читалень, 2 лікарні на 106 ліжок, 8 амбулаторій, 13 ФАПів.
У роки Німецько-радянської війни Костюковщина стала партизанським краєм. У лісах дислокувалося 4 партизанські бригади і 6 загонів. За роки окупації району було завдано величезної шкоди. Фашистами було розстріляно, спалено і повішено 846 осіб, 917 відправлено на каторгу, спалено 17 населених пунктів, зруйновано всі промислові підприємства, колгоспи, знищені 58 шкільних будівель, 12 медичних установ. Долю Хатині розділили села Пань-Буда, Самотевичі, Борова.
Шести уродженцям Костюковщини присвоєно звання Героя Радянського Союзу, двоє стали кавалерами ордена Слави трьох ступенів. Більше 7000 земляків віддали життя за свободу Батьківщини. У пам'ять про них 9 травня 1995 року в місті був відкритий меморіальний комплекс.
Костюковицький район славиться своїм історичним минулим і сьогоденням. Костюковщина — батьківщина народного поета Білорусі, лауреата Державних премій СРСР і БРСР Аркадія Кулєшова, лауреата Державної премії БРСР, премії імені О. Фадєєва народного письменника Івана Чигринова, лауреата премії імені А. Кулєшова Олексія Русецького, поетів і письменників Василя Хомченка, Леоніда Левановича, Алеся Пісьменкова, Івана Ісаченка, драматурга Олексія Сімукова, скульптора Кузьми Павловича Зайцева, заслуженого діяча мистецтв Білорусі художника Антона Стефановича Бархаткова, заслуженого діяча мистецтв РРФСР Бориса Івановича Загурського.
У результаті аварії на Чорнобильській АЕС з 183 населених пунктів 78 піддалися радіоактивному забрудненню, у яких проживало понад 11 тисяч осіб, в тому числі майже 3 тисячі дітей. З 40 населених пунктів жителі були відселені, самі ж села виключені з облікових даних. У результаті аварії було забруднено майже 40 відсотків земель району, з обігу виведено більше 30 тисяч гектар сільгоспугідь.